# Jalel Kadri
Jalel Kadri (em árabe: جلال القادري ; Tozeur - 14 de dezembro de 1971), é um treinador de futebol tunisiano que atualmente é o treinador da seleção tunisiana de futebol . 

## Carreira de treinador
Suas primeiras posições de treinador incluem AS Djerba, AS Kasserine, AS Gabès e US Monastir . Durante a temporada 2008-09, ele foi treinador do ES Zarzis, depois da primavera ao verão de 2010 no EGS Gafsa, e de novembro de 2011 a maio de 2012 no Al-Ansar FC . Ele então treinou ES Beni-Khalled de maio a setembro de 2012.
Em 2013, foi assistente técnico da seleção tunisiana em alguns jogos sob o comando de Nabil Maâloul . A partir de outubro de 2013, voltou a ser treinador freelancer do clube saudita Al-Nahda . Para a temporada 2014-15, ele aceitou esta posição no Al-Khaleej Club, onde acompanhou a equipe por duas temporadas. A partir de outubro de 2017, continuou no JS Kairouan, onde ficaria apenas até março de 2018. Pouco depois, foi contratado pelo CA Bizertin, onde permaneceu pelo resto da temporada.
Nos Emirados Árabes Unidos, ele assumiu a posição de treinador para a temporada 2018-19 no Emirates Club . Por sua vez, na temporada seguinte, ele permaneceu completamente no Stade Tunisien . De novembro de 2020 a janeiro de 2021, ele esteve brevemente à margem do Al Ahli Tripoli .
Em junho de 2021, tornou-se assistente técnico da seleção da Tunísia pela segunda vez. Desta vez sob o comando de Mondher Kebaier, com quem acompanhou a equipa à Taça das Nações Africanas de 2021, onde se tornou treinador principal nos oitavos-de-final porque Kebaier contraiu a Covid-19 .
A 23 de janeiro de 2022, durante o jogo com a Nigéria nos oitavos-de-final da Taça das Nações Africanas de 2021, Jalal Kadri substituiu o primeiro treinador, Mondher Kebaier, ao comando da equipa devido à sua infeção por Covid-19, terminando a partida com uma vitória para a Tunísia por 1-0. Em 30 de janeiro, foi nomeado treinador após ser eliminado das quartas de final do Africon contra o Burkina Faso .  No processo, ele lidera a equipe para se classificar para a Copa do Mundo FIFA de 2022 . 

## Honras

### Tunísia
- Copa Kirin: 2022